# Europas Grand Prix
Europas Grand Prix är en deltävling i formel 1-VM som körts på banor i Storbritannien, Spanien och på Nürburgring i Tyskland. Anledningen till att det senare inte kallades Tysklands Grand Prix var att varje land numera bara får ha ett grand prix. 
Den första tävling som betecknades Europas Grand Prix var Belgiens Grand Prix 1925. Fram till 1977 var Europas Grand Prix en hederstitel som gavs ett av säsongens europeiska lopp. Europas Grand Prix blev en fristående deltävling 1983. Säsongen 2007 ersattes Tysklands Grand Prix av Europas Grand Prix. Säsongen 2008 återkom Europas Grand Prix som ett stadslopp i Valencia i Spanien, där det planerades att köras under sammanlagt sju säsonger men enbart fem lopp genomfördes fram till och med 2012. Säsongen 2016 kördes Europas Grand Prix på stadsbanan Baku City Circuit i Baku, Azerbajdzjan, från säsongen 2017 kallas tävlingen istället Azerbajdzjans Grand Prix. Europas GP utgick därmed ur F1-kalendern 2017 och har inte återvänt sedan dess.

## Vinnare Europas Grand Prix
| År          | Bana           | Förare             | Konstruktör      |           |
| ----------- | -------------- | ------------------ | ---------------- | --------- |
| 2016        | Baku           | Nico Rosberg       | Mercedes         |           |
| 2015 – 2013 | Kördes ej      | Kördes ej          | Kördes ej        | Kördes ej |
| 2012        | Valencia       | Fernando Alonso    | Ferrari          |           |
| 2011        | Valencia       | Sebastian Vettel   | Red Bull-Renault |           |
| 2010        | Valencia       | Sebastian Vettel   | Red Bull-Renault |           |
| 2009        | Valencia       | Rubens Barrichello | Brawn-Mercedes   |           |
| 2008        | Valencia       | Felipe Massa       | Ferrari          |           |
| 2007        | Nürburgring    | Fernando Alonso    | McLaren-Mercedes |           |
| 2006        | Nürburgring    | Michael Schumacher | Ferrari          |           |
| 2005        | Nürburgring    | Fernando Alonso    | Renault          |           |
| 2004        | Nürburgring    | Michael Schumacher | Ferrari          |           |
| 2003        | Nürburgring    | Ralf Schumacher    | Williams-BMW     |           |
| 2002        | Nürburgring    | Rubens Barrichello | Ferrari          |           |
| 2001        | Nürburgring    | Michael Schumacher | Ferrari          |           |
| 2000        | Nürburgring    | Michael Schumacher | Ferrari          |           |
| 1999        | Nürburgring    | Johnny Herbert     | Stewart-Ford     |           |
| 1997        | Jerez          | Mika Häkkinen      | McLaren-Mercedes |           |
| 1996        | Nürburgring    | Jacques Villeneuve | Williams-Renault |           |
| 1995        | Nürburgring    | Michael Schumacher | Benetton-Renault |           |
| 1994        | Jerez          | Michael Schumacher | Benetton-Ford    |           |
| 1993        | Donington Park | Ayrton Senna       | McLaren-Ford     |           |
| 1985        | Brands Hatch   | Nigel Mansell      | Williams-Honda   |           |
| 1984        | Nürburgring    | Alain Prost        | McLaren-TAG      |           |
| 1983        | Brands Hatch   | Nelson Piquet      | Brabham-BMW      |           |

## Europas Grand Prix som hederstitel
Ljusröd bakgrund betyder att loppet inte ingick i formel 1-VM.
| År          | Tävling                    | Bana              | Förare                           | Tillverkare    |
| ----------- | -------------------------- | ----------------- | -------------------------------- | -------------- |
| 1977        | Storbritanniens Grand Prix | Silverstone       | James Hunt                       | McLaren–Ford   |
| 1976        | Nederländernas Grand Prix  | Zandvoort         | James Hunt                       | McLaren–Ford   |
| 1975        | Österrikes Grand Prix      | Österreichring    | Vittorio Brambilla               | March–Ford     |
| 1974        | Tysklands Grand Prix       | Nürburgring       | Clay Regazzoni                   | Ferrari        |
| 1973        | Belgiens Grand Prix        | Zolder            | Jackie Stewart                   | Tyrrell–Ford   |
| 1972        | Storbritanniens Grand Prix | Brands Hatch      | Emerson Fittipaldi               | Lotus–Ford     |
| 1971 - 1969 | Inga tävlingar             | Inga tävlingar    | Inga tävlingar                   | Inga tävlingar |
| 1968        | Tysklands Grand Prix       | Nürburgring       | Jackie Stewart                   | Matra–Ford     |
| 1967        | Italiens Grand Prix        | Monza             | John Surtees                     | Honda          |
| 1966        | Frankrikes Grand Prix      | Reims-Gueux       | Jack Brabham                     | Brabham–Repco  |
| 1965        | Belgiens Grand Prix        | Spa-Francorchamps | Jim Clark                        | Lotus–Climax   |
| 1964        | Storbritanniens Grand Prix | Brands Hatch      | Jim Clark                        | Lotus–Climax   |
| 1963        | Monacos Grand Prix         | Monaco            | Graham Hill                      | BRM            |
| 1962        | Nederländernas Grand Prix  | Zandvoort         | Graham Hill                      | BRM            |
| 1961        | Tysklands Grand Prix       | Nürburgring       | Stirling Moss                    | Lotus–Climax   |
| 1960        | Italiens Grand Prix        | Monza             | Phil Hill                        | Ferrari        |
| 1959        | Frankrikes Grand Prix      | Reims-Gueux       | Tony Brooks                      | Ferrari        |
| 1958        | Belgiens Grand Prix        | Spa-Francorchamps | Tony Brooks                      | Vanwall        |
| 1957        | Storbritanniens Grand Prix | Aintree           | Tony Brooks Stirling Moss        | Vanwall        |
| 1956        | Italiens Grand Prix        | Monza             | Stirling Moss                    | Maserati       |
| 1955        | Monacos Grand Prix         | Monaco            | Maurice Trintignant              | Ferrari        |
| 1954        | Tysklands Grand Prix       | Nürburgring       | Juan Manuel Fangio               | Mercedes-Benz  |
| 1953        | Ingen tävling              | Ingen tävling     | Ingen tävling                    | Ingen tävling  |
| 1952        | Belgiens Grand Prix        | Spa-Francorchamps | Alberto Ascari                   | Ferrari        |
| 1951        | Frankrikes Grand Prix      | Reims-Gueux       | Luigi Fagioli Juan Manuel Fangio | Alfa Romeo     |
| 1950        | Storbritanniens Grand Prix | Silverstone       | Giuseppe Farina                  | Alfa Romeo     |
| 1949        | Italiens Grand Prix        | Monza             | Alberto Ascari                   | Ferrari        |
| 1948        | Schweiz Grand Prix         | Bremgarten        | Carlo Felice Trossi              | Alfa Romeo     |
| 1947        | Belgiens Grand Prix        | Spa-Francorchamps | Jean-Pierre Wimille              | Alfa Romeo     |
| 1946 - 1931 | Inga tävlingar             | Inga tävlingar    | Inga tävlingar                   | Inga tävlingar |
| 1930        | Belgiens Grand Prix        | Spa-Francorchamps | Louis Chiron                     | Bugatti        |
| 1929        | Ingen tävling              | Ingen tävling     | Ingen tävling                    | Ingen tävling  |
| 1928        | Italiens Grand Prix        | Monza             | Louis Chiron                     | Bugatti        |
| 1927        | Italiens Grand Prix        | Monza             | Robert Benoist                   | Delage         |
| 1926        | San Sebastiáns Grand Prix  | Lasarte           | Jules Goux                       | Bugatti        |
| 1925        | Belgiens Grand Prix        | Spa-Francorchamps | Antonio Ascari                   | Alfa Romeo     |
| 1924        | Frankrikes Grand Prix      | Lyon              | Giuseppe Campari                 | Alfa Romeo     |
| 1923        | Italiens Grand Prix        | Monza             | Carlo Salamano                   | Fiat           |